# Palmträ
Palmträ eller Zebraträ är handelsnamn på ett flertal prickiga eller fläckiga, i längdsnitt strimmiga träslag från ett antal palmer.
De främsta arterna som kallas "äkta palmträ" är kokosträ eller porkupinträ från kokospalmen; dadelträ från dadelpalmen; sockerpalmträ eller gomutilträ från sockerpalmen; palmyraträ eller piggsvinsträ från solfjäderpalmen; rotting eller stolrörsträ från rottingpalmen.